# Guerra di Arauco
La guerra di Arauco fu un lungo conflitto combattuto tra i coloni spagnoli ed i Mapuche che abitavano la regione dell'Araucaunía, parte dell'odierno Cile. L'inizio del conflitto viene solitamente fatto combaciare con la battaglia di Reynogüelén, svoltasi nel 1536 tra una spedizione di Diego de Almagro e numerosi gruppi organizzati di soldati Mapuche, vicino al punto di confluenza dei fiumi Ñuble e Itata. Il termine, invece, è più complicato da indicare. Dopo il 1609 ogni governatore del Cile teneva dei Parlamentos con i capi Mapuche, nei quali discutevano il mantenimento del trattato di pace, le cui violazioni erano molto frequenti.

## Campagne di Pedro de Valdivia (1546-1553)

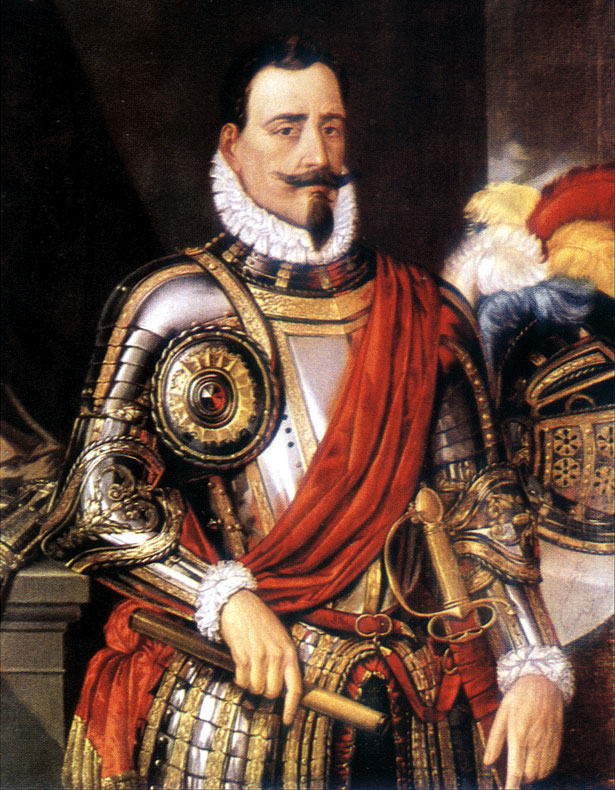
Pedro de Valdivia

Durante la prima fase della conquista del Cile, il conquistador spagnolo Pedro de Valdivia condusse una campagna di nove anni con l'obbiettivo di rendere sicura la città di Santiago del Cile, distrutta l'11 settembre 1541 dai Mapocho guidati da Michimalonco. Valdivia sperava di ampliare il territorio della propria giurisdizione e, nonostante un infortunio dovuto ad una caduta da cavallo, riuscì a prendere possesso della regione dell'Araucanía.
Nel 1544 inviò una spedizione navale che comprendeva i velieri San Pedro e Santiaguillo, guidata da Juan Bautista Pastene, nel tentativo di esplorare la costa sud-occidentale del Sudamerica e dello stretto di Magellano. La spedizione salpò da Valparaíso, entrando nella baia di San Pedro, ed approdando nelle terre che oggi ospitano Concepción e Valdivia. Dopo aver trovato forti burrasche a sud, decise di tornare a Valparaiso.
Lo stesso Valdivia partì nel 1546 con 60 cavalieri oltre a guide e portatori locali. Attraversò il fiume Itata venendo attaccato dai Mapuche nella battaglia di Quilacura vicino al fiume Bío Bío. Sapendo che era impossibile proseguire in territorio ostile senza maggiori forze tornò a Santiago dopo aver trovato il luogo in cui far sorgere una nuova città, l'attuale Penco, ed il sito della prima Concepción.

### Fondazione di Concepción, Imperial e Valdivia
Nel 1550 partì una nuova spedizione navale guidata da Pastene, ed una di terra composta da 200 spagnoli a cavallo ed a piedi e da numerosi Mapocho ausiliari guidati da Valdivia. L'intenzione era quella di riunirsi sulla costa della Baia di Concepción. La spedizione avanzò oltre il fiume Itata ed il Laja, fino alle rive del Bio-Bio. Lungo la strada si scontrarono più volte con i Mapuche uccidendo molte persone e subendo poche perdite. Dopo aver passato più di una settimana in quell'area, ed aver trovato un'opposizione crescente, gli spagnoli avanzarono verso il mare attraversando le valli dei fiumi Laja e Bío-Bío, verso la costa di Penco. Si accamparono sulle rive del fiume Andalién per due giorni, venendo attaccati la seconda notte da numerosi Araucaniani guidati dal toqui Ainavillo nella battaglia di Andalien. L'attacco notturno si trasformò in una sanguinosa battaglia, dove gli spagnoli subirono una perdita e molti feriti, soprattutto cavalli. Dopo un giorno passato a curare le ferite proseguirono verso il luogo d'incontro di Concepción. Qui Valdivia iniziò la costruzione di un forte che, col tempo, si trasformò nella città di Penco.
Il 23 febbraio la flotta di Pastene giunse alla baia, fecero provviste, assoldarono rinforzi e fornirono il materiale necessario per la terminazione dei lavori di costruzione del forte. Il 1º marzo Valdivia fondò la città di Concepción del Nuevo Extremo. Il 3 marzo il forte fu pronto, e subì il primo attacco nove giorni dopo dalla più grande forza Mapuche mai vista in quella che è diventata nota come battaglia di Penco. Gli indigeni furono sconfitti e respinti nonostante le limitate forze a disposizione degli spagnoli. Nonostante la successiva sottomissione delle tribù locali, Valdivia mandò un emissario presso il viceré del Perù per chiedere nuove forze; sapeva che sarebbe stato impossibile completare la conquista dell'Araucanía con i pochi uomini che aveva. Dopo aver ricevuto i rinforzi a Concepción nel 1551, organizzò una nuova spedizione per fondare il forte di La Imperial sulle rive del fiume Imperial. Tornò poi a Concepción per preparare una nuova spedizione ed aspettare i rinforzi che il viceré aveva promesso di spedire via nave.
Dopo aver ordinato che le nuove truppe fossero sbarcate a Tierras de Valdivia, scoperta da Pastene in precedenza, Valdivia partì con 200 soldati verso Forte Imperial. Una volta superato il forte ordinò a Jerónimo de Alderete di entrare nell'entroterra e stabilire un nuovo forte per difendere il fianco orientale. Alderente raggiunse il lago Villarrica creandovi un forte. Nel frattempo la colonna di Valdivia avanzava verso sud unendosi ai rinforzi mandati dal Perù, e guidati da Francisco de Villagra. Sul luogo dell'incontro venne fondata la città di Santa María la Blanca de Valdivia. Dopo aver stanziato delle truppe in queste città, Valdivia tornò alla base di Concepción nel 1552.

### Lautaro e la battaglia di Tucapel
Con l'obbiettivo di rendere sicure le linee di comunicazione con i fortini meridionali, Valdivia promosse una terza spedizione grazie alla quale creò i forti di Tucapel, Purén, Confines ed Arauco. Gli Araucaniani non opposero resistenza ai conquistadores impegnati nella costruzione dei forti.
Nel 1553 i Mapuche tennero un consiglio in cui, a causa dell'aumento della presenza spagnola sul loro territorio, decisero di muovere guerra. Scelsero quale loro "toqui" (capo di guerra) un uomo chiamato Caupolicán, e come vice-toqui Lautaro, dato che aveva servito come ausiliario nella cavalleria spagnola, e la sua esperienza gli permetteva di studiare i metodi migliori per combattere gli invasori.
Con 6000 uomini al proprio servizio Lautaro attaccò il forte di Tucapel. Le guarnigioni spagnole furono incapaci di respingere l'assalto e si ritirarono a Purén, mentre Lautaro devastava e dava fuoco al forte preparando i propri uomini al sicuro ritorno degli spagnoli. Valdivia, con una forza ridotta, tentò un contrattacco ma venne ben presto circondato, ed il suo esercito fu massacrato dai Mapuche nella battaglia di Tucapel. Si trattò dell'ultima battaglia di Pedro de Valdivia; fu catturato ed ucciso durante la prigionia.

## Campagne di Caupolicán e Lautaro (1554-1557)
Dopo la sconfitta di Tucapel gli spagnoli riorganizzarono in fretta le proprie forze, rafforzando Forte Imperial ed abbandonando Confines ed Arauco nel tentativo di aumentare le difese a Concepción. La tradizione Araucaniana, però, prevedeva una lunga festa per la vittoria che impedì a Lautaro di forzare la debolezza degli spagnoli come avrebbe voluto. Fu solo a febbraio del 1554 che poté rimettere insieme un'armata di 8000 uomini, giusto in tempo per affrontare una spedizione punitiva guidata da Francisco de Villagra culminata nella battaglia di Marihueñu.
Nonostante questa nuova vittoria a Lautaro venne nuovamente impedito di approfittare dell'opportunità di inseguire gli spagnoli a causa delle celebrazioni. Quando raggiunse Concepción scoprì che il forte era già stato abbandonato. Dopo averlo bruciato non proseguì la sua rincorsa, e la campagna si concluse.
A Santiago Villagra riorganizzò le forze, e sempre nel 1554 partì di nuovo verso Arauco per rafforzare le difese di Imperial e Valdivia, e per permettere alle guarnigioni stanziate in quei luoghi di effettuare razzie tra i vicini insediamenti Mapuche, bruciando case e campi ed uccidendo gli indiani. Il risultato fu una devastazione che provocò carestia ed un'epidemia tra gli ostili Mapuche. Nel frattempo, a nord, cominciarono ad arrivare le notizie delle vittorie di Lautaro. Queste novità portarono alle ribellioni dei sottomessi Promaucaes nella valle del fiume Mataquito e dei Picunche nella valle dell'Aconcagua, ma le rivolte furono represse..
Nel 1555 la Real Audiencia di Lima ordinò a Villagra di ricostruire Concepción, compito svolto da Capitan Alvarado e da altri 75 coloni. Quando seppe che era stata ricostruita, Lautaro la attaccò di nuovo con 4000 guerrieri. Alvarado tentò di sconfiggere l'esercito di Lautaro fuori dalla città per poi fuggire in città seguito da Lautaro. Solo 38 spagnoli fuggirono per mare salvandosi dalla seconda distruzione della città. A seguito di questa vittoria, nel 1556, i Promauces mandarono un messaggio ai Mapuche di Arauco promettendo cibo per supportare il loro esercito, e si unirono a loro in una guerra combattuta contro gli spagnoli a Santiago.

### Campagne di Lautaro contro Santiago
Dopo le vittorie nel sud, ed i messaggi che promettevano aiuto dal nord, Lautaro pianificò un assalto a Santiago. A causa della recente epidemia, e della necessità di una campagna contro gli spagnoli che ancora occupavano le città in territorio Mapuche, non fu in grado di raccogliere molte truppe dall'esercito Mapuche da portare a nord. Dovette rassegnarsi a reclutare guerrieri dai popoli settentrionali che abitavano la valle del Bio Bio, i Mapuche soggiogati ed i Promaucaes che vivevano a nord dell'Itata, esaltati dai precedenti successi di Lautaro.
Entrando nei territori controllati da Santiago, Lautaro iniziò a fare rappresaglie contro i Promaucaes che rifiutavano di unirsi alla lotta, spopolando la terra. Coloro che si salvarono fuggirono in città alla ricerca di aiuto e protezione.
Nell'ottobre del 1556 raggiunse il fiume Mataquito durante la marcia verso nord. In questo posto costruì un campo fortificato nei pressi di Teno in un luogo chiamato Peteroa, con l'intenzione di usarlo come campo base per gli attacchi a Santiago. Lautaro subì un'imboscata da parte di un piccolo nucleo esplorativo spagnolo. Un gruppo maggiore guidato da Pedro de Villagra in seguito attaccò la fortezza di Peteroa per giorni, senza riuscire a prenderla, e furono costretti a ritirarsi a causa di un'inondazione. A causa delle perdite e degli spagnoli che arrivavano a supporto di Villagra, Lautaro si ritirò verso il Maule (fiume) sperando di creare un nuovo accampamento. La cavalleria spagnola di Juan Godíñez inseguì Lautaro fino al Maule colpendo gli sbandati, ed uno dei distaccamenti dei ribelli venne distrutto. L'esercito di Lautaro tentò di reagire, ma venne spinto oltre l'Itata. Capitan Godíñez tornò vittorioso dall'inseguimento, mettendo molta paura ai Promaucaes punendoli con la distruzione delle loro mandrie, dei campi e delle case, e tagliando qualche testa. Con questa mossa sperava di convincerli a non chiedere più aiuto ai Mapuche, o a supportarne in qualche modo l'esercito.
Nel gennaio 1557 Francisco de Villagra marcò a sud per sostenere le città rimaste contro i Mapuche guidati da Caupolicán. Informato dai propri alleati che la città di Santiago era stata lasciata meno controllata, Lautaro evitò Villagra lasciandolo passare a sud mentre tornava verso Santiago con un nuovo esercito guidato da Panigualgo. I maltrattamenti inflitti da Lautaro agli indigeni refrattari alla rivolta creò dissenso anche tra i suoi alleati, che si staccarono dal suo esercito dopo aver raggiunto il fiume Mataquito a Lora, in seguito alle critiche sulle sue azioni avanzate da un capo alleato di nome Chillan, che accusò Lautaro di comportarsi come gli spagnoli. Lautaro creò un nuovo campo fortificato sul Mataquito, in un canneto ai piedi di una collina boscosa. Il luogo di questo campo venne svelato a Villagra dagli indiani locali precedentemente maltrattati da Lautaro. Villagra mandò a dire a Juan Godíñez, vicino a Santiago, di incontrarlo mentre tornava velocemente a nord. Gli spagnoli si incontrarono con Lautaro, sferrando un attacco a sorpresa sulla collina di Caune, che sovrastava il campo di Lautaro, sulle rive del Mataquito. Il 29 aprile, all'alba, Villagra diede il via alla battaglia di Mataquito. In questa battaglia fu ucciso Lautaro, riportando una vittoria decisiva, distruggendone l'esercito e disperdendo gli alleati.

## Campagne di Caupolicán e García Hurtado de Mendoza

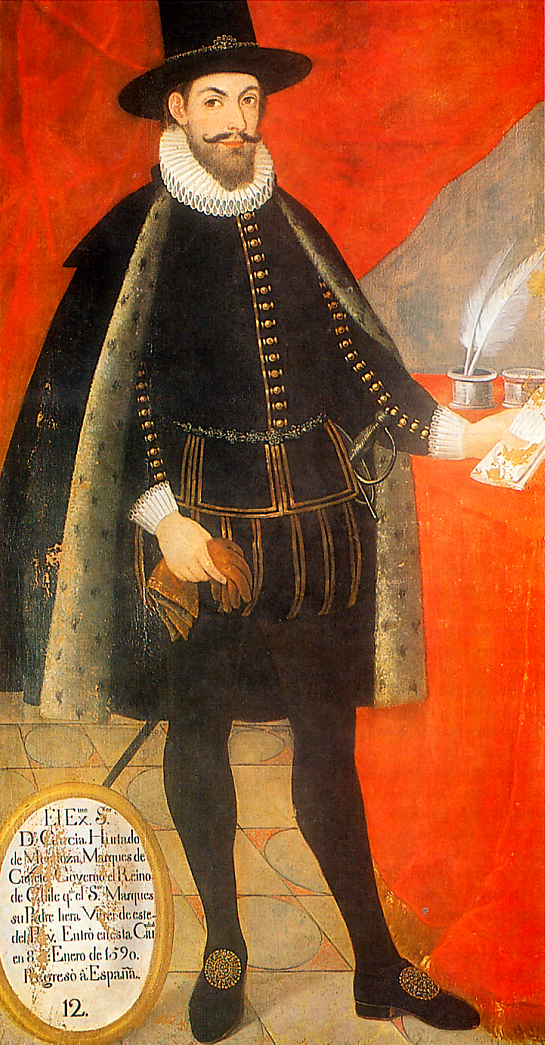
García Hurtado de Mendoza

Dopo la morte di Jerónimo de Alderete a Panama mentre tornava in Cile, García Hurtado de Mendoza fu nominato governatore del Cile ad interim nel 1557, ed immediatamente salpò verso dal Perù verso sud, con una forza molto più corposa delle precedenti: 600 soldati, 6 pezzi di artiglieria e 1000 cavalli. Approdò a La Serena dove affrontò i contendenti al titolo di governatore, Francisco de Villagra e Francisco de Aguirre. Li fece arrestare e spedire in Perù, mettendo i propri uomini a difesa della provincia. Inviò la cavalleria via terra, mentre egli salpò verso sud in inverno giungendo, all'inizio del giugno 1557, sull'isola di Quiriquina nella baia di Concepción. Ordinò ad una parte dei suoi uomini di sbarcare a Penco ricostruendo il forte di Concepción. Un esercito di Mapuche tentò di disturbarne la costruzione, ma furono respinti dall'artiglieria. Dopo che la cavalleria arrivò da Santiago via terra, Mendoza iniziò l'avanzata a sud del Bio-Bio affrontando un nuovo gruppo Mapuche che comprendeva Galvarino, e che tentò di fermarne l'avanzata con la battaglia di Lagunillas, ma venendo sconfitti di nuovo dopo una dura lotta. In seguito alla sconfitta, la fortezza indiana di Andalicán, accesso ad Arauco, rimase indifesa e fu ben presto catturata dagli spagnoli.
Caupolicán guidò i Mapuche nel fallimentare tentativo di bloccare l'avanzata di Mendoza con l'imboscata della battaglia di Millarapue. Dopo altri scontri tra le rovine del forte di Tucapel, Mendoza costruì forte e città di Cañete de la Frontera proseguendo a sud. Fondò la città di Osorno esplorando a sud il golfo di Ancud. Caupolicán attaccò il forte di Cañete aspettando che le porte venissero aperte dal tradimento di uno yanacona, ma fu a sua volta tradito e sconfitto da Alonso de Reinoso. Nonostante fosse riuscito a scappare prima che la cavalleria spagnola fosse pronta ad inseguirlo, fu tradito e catturato sulle montagne da Pedro de Avendaño, condannato a morte da Alonso de Reinoso e giustiziato per impalamento a Cañete.
Dopo la morte di Caupolicán, García Hurtado de Mendoza pensò di aver soggiogato i Mapuche. Al contrario, il modo in cui morì Caupolicán convinse i Mapuche a proseguire la lotta tramite una guerriglia in cui non passava giorno senza che qualche yanacona o qualche encomendero non morisse per mano Mapuches. Quando si raggiunsero i 400 yanacona ed i 10 spagnoli uccisi, il governatore capì di averli sottovalutati. A Quiapo i Mapuche, guidati dal nuovo toqui Caupolicán il Giovane, costruirono un forte che avrebbe dovuto sconsigliare alle forze di Mendoza la marcia verso Arauco per ricostruirvi il forte. Mendoza avanzò da Cañete scontrandosi con i Mapuche nella battaglia di Quiapo. Dopo lo scontro Hurtado de Mendoza giustiziò molti dei prigionieri, salvando Peteguelén, figlio di Cuyomanque, importante cacique della regione di Arauco. Grazie al suo aiuto e a quello del padre riconoscente, fu in grado di contattare buona parte dei capi di Arauco e Tucapel convincendoli a sottomettersi agli spagnoli permettendo la rinascita del forte di Arauco. Mendoza fondò anche la città di San Andrés de Los Infantes, non distante dal vecchio forte di Confines.
Nel febbraio del 1561 Filippo II sostituì García Hurtado de Mendoza, mettendo al suo posto colui che aveva sconfitto Lautaro, Francisco de Villagra. Mendoza lasciò il Cile convinto di aver battuto i Mapuche. Fu uno dei pochi governatori ad aver ottenuto un certo successo nella guerra. Questo successo era dovuto all'elevato numero di soldati veterani, all'equipaggiamento ed alle armi, oltre al fatto che i Mapuche non avevano altri strateghi del livello di Lautaro.
I Mapuches accettarono la pace, ma in segreto continuarono a prepararsi ad una nuova rivolta. Poco dopo la sconfitta di Quiapo i capi sopravvissuti si riunirono eleggendo Illangulién come nuovo toqui. Con buona parte dei guerrieri morti o ammalati, e la popolazione decimata dalla guerra, decise di ritirarsi nelle paludi di Lumaco dove rafforzarsi e far crescere una nuova generazione di guerrieri. I Mapuche impararono a lavorare il ferro, ad usare le armi spagnole (comprese armi da fuoco e cannoni), a cavalcare i cavalli catturati ai conquistatori ed a sviluppare le capacità tattiche e strategiche. Le sconfitte inflitte da Mendoza avevano reso i Mapuche un popolo unito, deciso a rinnovare la guerra contro gli spagnoli per recuperare la libertà.

## Seconda Grande Ribellione dei Mapuche (1561)

### Campagne di Francisco de Villagra
Le ostilità ripresero con l'arrivo di Francisco de Villagra al posto di Mendoza. Iniziò durante il breve governatorato ad interim di Rodrigo de Quiroga tramite l'assassinio dell'odiato encomendero e corregidor di Cañete, Pedro de Avendaño, e di due altri spagnoli nel luglio 1561 nella valle di Puren. Le spedizioni punitive spagnole partite da Angol e da La Imperial obbligarono gli insorti a rifugiarsi nelle paludi Lumaco. La notizia delle uccisioni venne sparsa dai Mapuche dando il via ad una rivolta generale più grande delle precedenti. Con l'arrivo di Villagra giunse anche l'epidemia di vaiolo che decimò le popolazioni native cilene.
Il toqui di Arauco, Millalelmo, con un piccolo esercito pose un assedio ad Arauco dal 20 maggio al 30 giugno 1562. Alla fine del 1562 i Mapuche guidati da Meuco fortificarono un pucará nella provincia di Mareguano, tre leghe dalla città di Los Infantes. Arias Pardo Maldonado distrusse il pucará senza però riportare una completa vittoria, dal momento che molti Mapuche fuggirono. In un altro posto il corregidor di Cañete, Juan Lazarte, fu ucciso alle porte di Cañete mentre tentava di recuperare i cavalli rubati da 30 Mapuche.
I Mapuche ricostruirono il pucará nei pressi di Los Infantes nel gennaio del 1563, ma Pedro de Villagra venne mandato a distruggerlo di nuovo. Fu ricostruito una terza volta, ma stavolta in una posizione difficilmente accessibile alla cavalleria. Molti spagnoli morirono nel tentativo di attaccarlo di nuovo, cadendo in pozzi ben camuffati. In questa azione morirono il figlio del governatore, Pedro de Villagra "el Mozo", e 42 altri spagnoli. Questa clamorosa sconfitta obbligò il governatore Francisco de Villagra ad ordinare l'abbandono della città di Cañete. La notizia dell'evacuazione rinfocolò gli animi dei ribelli.
Quando Francisco de Villagra seppe della morte del figlio si ammalò e se ne andò da Concepcion lasciando al comando il cugino, Pedro de Villagra, a dirigere la campagna. I Mapuche, ora condotti da Colocolo, attaccarono su due fronti i forti di Los Infantes e di Arauco accerchiandoli, ma senza riuscire a conquistarli. Petegüelen offrì agli spagnoli un nuovo trattato di pace che Villagra accettò, anche se si trattava di un inganno dei Mapuche che avevano bisogno di tempo per effettuare il raccolto nei campi.
Nell'aprile del 1563 i Mapuche ripresero l'assedio di Arauco. Stavolta durò 42 giorni e portò alla morte di 500 guerrieri indiani, soprattutto per la dissenteria contratta bevendo acqua contaminata. Alla fine scelsero di ritirarsi togliendo l'assedio. Poco dopo Francisco de Villagra morì a Concepcion, il 22 giugno 1563, trasmettendo il titolo di governatore ad interim al cugino Pedro de Villagra.

### Campagne di Pedro de Villagra
Credendo di avere troppi pochi uomini per mantenere tutte le postazioni in territorio Mapuche, il nuovo governatore Pedro de Villagra ordinò l'abbandono di Arauco nel luglio 1563, spostando artiglieria ed i non combattenti via mare mentre le guarnigioni comandate da Lorenzo Bernal del Mercado marciavano tra le piovose montagne ed i fiumi straripati fino ad Angol. I Mapuche distrussero il forte poco dopo la partenza dei soldati, disturbandone la marcia. Considerando la distruzione di Arauco una vittoria, i Mapuche a nord del Bio-bio iniziarono una rivolta.
Nel 1564 Pedro de Villagra prese delle misure per proteggere città e forti ancora in suo controllo, e raccolse un esercito a Concepcion prendendo uomini da tutti questi luoghi, Sapeva che uno degli obbiettivi Mapuche era l'accerchiamento di Concepcion, e ci si preparò a subire un lungo assedio. Dopo una breve lotta Loble sconfisse nella valle dell'Itata le truppe del capitano Francisco de Vaca, in arrivo da Santiago per rinforzare la città. Millalelmo tese un'imboscata agli spagnoli in arrivo da Angol al seguito di Juan Pérez de Zurita, presso un guado dell'Andalién. Queste due azioni tagliarono i collegamenti via terra tra la città ed i rinforzi. I sopravvissuti spagnoli si ritirarono a Santiago senza la possibilità di rompere l'assedio a Concepcion. D'altro canto, incoraggiati da queste vittorie nel nord, Illangulién riuscì a distruggere Los Infantes prima di muovere verso Concepcion.
Presso Los Infantes l'assedio Mapuche divenne più duro durante la marcia di avvicinamento alla città. Il comandante Lorenzo Bernal del Mercado giudicò i pucarà troppo ben difesi per attaccarli finché non venne iniziata la costruzione del terzo nei pressi della città. Nella successiva battaglia di Angol Lorenzo Bernal cacciò i Mapuche dai loro pucara inseguendoli lungo il fiume, ed uccidendo Illangulién ed altri 1000 uomini ferendo e catturando i restanti. Dopo la morte di Illangulién il ruolo di toqui fu preso da Paillataru.
Nel frattempo i cacique Millalelmu e Loble, con 20 000 guerrieri provenienti dall'area di Itata e Bio-Bio, si insediarono dando il via all'assedio di Concepción nel febbraio 1564. I Mapuche entrarono in città, saccheggiarono e bruciarono tutto, obbligando la popolazione a raccogliersi nella fortezza con le guarnigioni di Pedro de Villagra. L'assedio durò due mesi, fino alla fine di marzo, quando giunsero due navi portando il cibo che permise di sopportare l'assedio per molto altro tempo. D'altra parte i Mapuche avevano terminato le scorte di cibo, e cominciavano a trovare difficoltà nel mantenere una forza d'assedio tanto elevata. Con l'arrivo della stagione dei raccolti, e ricevendo notizie della battaglia di Angol, si innervosirono al pensiero che le proprie famiglie erano indifese, ed avrebbero potuto venire attaccate da Angol o da Santiago. Tolsero l'assedio il 1º aprile, tornando a casa fino all'inverno.
Alla fine dell'assedio Villagra seppe del tentativo di sostituirlo nel ruolo di governatore con Martin Ruiz de Gamboa, figliastro di Rodrigo de Quiroga. Villagra tentò di arrestare Gamboa che fuggì via terra a Santiago, ma Villagra salpò per Valparaíso in pochi giorni con i suoi uomini e lo arrestò a Santiago. Villagra tentò poi di riorganizzare le truppe sopravvissute di Vaca e Zurita a Santiago, portandole a sud nell'ottobre del 1564. Venne rallentato molto, spendendo buona parte del povero tesoro della colonia, ed integrando l'esercito durante l'inverno e la primavera.
Villagra lasciò la città a metà gennaio 1565 con 110 spagnoli e reclutando 800 ausiliari indiani provenienti dai suoi repartimientos durante la marcia verso sud lungo il fiume Maule. Qui si riunì con 30 spagnoli guidati da Pedro Hernandez de Cordova che stavano controllando la frontiera con i Mapuche. Durante i sette mesi che Villagra passò a Santiago i Mapuche che abitavano a nord del Bio-Bio avevano eretto un forte pucara sul fiume Perquilauquén, bloccando la strada che conduceva a Concepcion e, nella seconda battaglia di Reinohuelén, Villagra lo conquistò velocemente annientando i Mapuche che lo difendevano. Poco dopo Villagra tese un agguato a Loble che cercava di reclutare nuove forze, non sapendo della sconfitta della battaglia di Tormillan. In seguito Villagra fondò il forte San Ildefonso in quella regione, e fu in grado di sopprimere i Mapuche rivoltosi a nord del Bio-Bio.

### La guerra durante il comando della Real Audiencia del Chile
Poco dopo la fine dalla campagna di Pedro de Villagra, quest'ultimo fu sostituito per ordine del viceré del Perù da Rodrigo de Quiroga come governatore (1565). Quiroga lanciò una nuova campagna organizzata da Lorenzo Bernal del Mercado che ricostruì Cañete, ripopolando Arauco nel 1566. Portò a termine la conquista dell'isola di Chiloé, inviando Martín Ruiz de Gamboa a fondare la città di Castro, e facendo pace con i locali Cunco. Quiroga tornò per scoprire che era stato sostituito dalla Real Audiencia di Concepcion nell'agosto 1567. A settembre il re affidò a Melchor Bravo de Saravia y Sotomayor il comando civile e militare del Cile, attribuendogli il titolo di Governatore. Saravia arrivò da Lima nel 1568.

## Campagne tra il 1568 ed il 1598
Nonostante fossero state fondate le città ed i forti in territorio Mapuche, tutti i successivi tentativi di conquista spagnoli fallirono. Il Regno del Cile divenne una regione pericolosa, con continui conflitti, in cui divenne veramente difficile portare soldati. Gli spagnoli avrebbero abbandonato quei luoghi se ne avessero temuto la colonizzazione da parte di un'altra potenza coloniale europea. A generali e nobili spagnoli vennero assegnati compiti in Cile nel tentativo di terminare la guerra con i Mapuche.

### Campagne durante il governatorato di Melchor Bravo de Saravia
Governatore Melchor Bravo de Saravia
- Toqui Llanganabal
- Battaglia di Catirai
- Terremoto di Concepción del 1570
- Pailacar
- Battaglia di Purén
- Toqui Paineñamcu o Alonso Diaz

### Campagne di Rodrigo de Quiroga e Martín Ruiz de Gamboa
Governatore Rodrigo de Quiroga
- Terremoto di Valdivia 1575
- Juan de Lebú

Governatore Martín Ruiz de Gamboa
- Tasa de Gamboa

### Campagne di Alonso de Sotomayor
Il governatore Alonso de Sotomayor giunse in Cile nel 1583 dovendo giudicare le accuse contro il predecessore, divenuto impopolare a causa della Tasa de Gamboa che proibiva il pagamento delle tasse degli indiani tramite il lavoro. Sotomayor assolse Gamboa abolendo però la Tasa de Gamboa e reistituendo la Tasa de Santillán, con nuove provvigioni per umanizzare il vecchio sistema, nel tentativo di evitare gli abusi degli encomenderos nei confronti dei nativi.
Sotomayor voleva estendere la conquista del Cile costruendo una serie di forti che si sarerbbero protetti l'un l'altro nelle Molucche. Nel 1584 Sotomayor fondò il forte di San Fabián de Conueo a Coelemu assicurando le comunicazioni tra Santiago e Concepcion. Nel 1585 ordinò la costruzione dei forti attorno a Catirai, Santo Arbol de la Cruz nel punto in cui il fiume Guaqui confluisce nel Bio Bio, Espíritu Santo vicino alla foce del Tavolevo, sull'altra sponda del Bio Bio rispetto all'Espíritu Santo costruì il Santísima Trinidad e nell'alto corso del Culenco il San Jerónimo de Millapoa. A Purén eresse un altro forte in cui stanziò una piccola guarnigione.
- Toqui Cayancaru
- Toqui Nangoniel
- Toqui Cadeguala
- Toqui Guanoalca prese e bruciò Purén nel 1586 ma Sotomayor lo ricostruì nel 1589.

Sotomayor dovette anche affrontare l'attacco dei pirati britannici di Thomas Cavendish, alla fonda a Quintero il 9 aprile 1587. Il bucaniere fu sconfitto dagli spagnoli, perdendo 10 uomini e proseguendo verso nord lungo la costa del Sudamerica.
- Janequeo
- Toqui Quintuguenu
- Toqui Paillaeco
- Toqui Paillamachu

Governatore Pedro de Viscarra

### Campagne di Martín García Oñez de Loyola
Nel settembre del 1592 Martín García Óñez de Loyola, famoso per la cattura di Túpac Amaru, fu nominato capitano generale direttamente da Filippo II, che vedeva in lui l'uomo in grado di porre termine alla guerra di Arauco. Loyola insistette nella penetrazione in territorio Mapuche con un esercito di soldati provenienti da Panama. Creò il forte di Santa Cruz de Oñez sul fiume Rele vicino alla confluenza tra Bio-Bio e Laja nel maggio del 1594. Il forte divenne una città nel 1595, prendendo il nome di Santa Cruz de Coya. Il 21 dicembre 1598 Oñez de Loyola divenne il secondo governatore del Cile a morire nella guerra con i Mapuche, sorpreso da Pelantaro nella battaglia di Curalaba.

## Fine della conquista spagnola (1598-1604)

### Rivolta Mapuche del 1598
La battaglia di Curalaba fu l'inizio di una rivolta generale culminata in sei anni di lotta chiamati Distruzione delle Sette Città che rasero al suolo tutti gli insediamenti spagnoli a sud del Bío Bío (fiume) con l'unica eccezione di Chiloé. Il viceré del Perù nominò subito Francisco de Quiñónez come sostituto dopo la morte di Loyola. Era un militare esperto molto prudente, e con spiccate attitudini per i momenti di crisi che era chiamato ad affrontare. Questo governatore scoprì il terribile stato in cui versava la colonia, e chiese urgentemente rinforzi. Nel frattempo tentò di aiutare quei posti che era possibile difendere. La situazione uscì ben presto dal suo controllo, nonostante gli sforzi fatti per stabilizzare le cose, e chiese di essere sostituito.
Nel settembre del 1600 Alonso García de Ramón, il vecchio maestro de campo di Alonso de Sotomayor, assunse il ruolo di Governatore del Cile.

### Alonso de Ribera e la creazione dell'Esercito del Cile
Il nuovo governatore Alonso de Ribera arrivò a Concepción nel febbraio 1601.
Huenecura

## XVII secolo

### Campagne di Alonso García de Ramón
Alonso García de Ramón sostituì Alonso de Ribera nel ruolo di governatore per la seconda volta nel 1605.
- Battaglia di Boroa
- Aillavilu
- Anganamon

### Guerra difensiva
Alonso de Ribera tornò come governatore nel 1612 nominato da Filippo III su specifica richiesta di padre Luis de Valdivia. Valdivia era il creatore di un nuovo sistema di guerra difensiva in Cile. Egli progettò per La Frontera una frontiera statica che separasse la zona spagnola da quella indigena, permettendo solo ai missionari di andare a sud. Il re fu d'accordo e, nonostante lo stesso Ribera non fosse totalmente convinto, rispettò gli ordini reali creando questo nuovo sistema difensivo.
- Parlamento di Cateray
- Parlamento di Paicaví
- Martirio di Elicura
- Loncothegua
- Lientur

### Ripresa della Guerra Offensiva
- Pedro Osores de Ulloa
- Catalina de Erauso
- Luis Fernández de Córdoba y Arce
- Butapichón
- Battaglia di Las Cangrejeras
- Francisco Núñez de Pineda y Bascuñán
- Francisco Laso de la Vega
- Imboscata di Picolhué
- Battaglia di Los Robles
- Battaglia di La Albarrada
- Quepuantú
- Huenucalquin
- Curanteo
- Curimilla

### Parlamento di Quillin ed il primo trattato di pace
- Francisco López de Zúñiga
- Lincopinchon
- Parlamento di Quillin (1641)
- Martín de Mujica y Buitrón
- Terremoto di Santiago del 1647
- Parlamento di Quilín (1647)
- Alonso de Figueroa y Córdoba

### Insurrezione Mapuche del 1655
- Francisco Antonio de Acuña Cabrera y Bayona

L'ultima grande rivolta giunse nel 1655 quando i Mapuche guidati da Clentaru schiacciarono gli spagnoli raggiungendo le rive del Maule. Dopo questo evento le tattiche spagnole variarono tra la "guerra difensiva" proposta dai missionari gesuiti e gli incontri (parlamenti) con i lonco Mapuche. Questa tattica permise la crescita del commercio aumentando la mestizzazione.

### Campagne di Mestizo Alejo e Misqui
- Pedro Porter Casanate
- Mestizo Alejo
- Misqui
- Diego González Montero Justiniano
- Ángel de Peredo
- Francisco de Meneses Brito

### Fine del XVII secolo
- Diego Dávila Coello
- Diego González Montero Justiniano
- Juan Henríquez de Villalobos
- Ayllicuriche

Marcos José de Garro, che fu Governatore Reale del Cile tra il 1682 ed il 1692, propose di iniziare grandi campagne contro i Mapuche al viceré del Perù, Melchor de Navarra y Rocafull, ed al re di Spagna. Decise di invitare i capi e gli anziani Mapuche ad una conferenza dove sarebbero stati imprigionati, in modo da pacificare l'Regione dell'Araucanía con relativamente pochi spargimenti di sangue. Nel 1686 re Carlo II rifiutò l'idea giudicandola ingannevole. Nel 1685 Garro decretò lo spopolamento dell'Isla Mocha, con l'obbiettivo di togliere risorse ai pirati che stavano saccheggiando le coste del Pacifico del Cile. I nativi Mapuche delle isole furono insediati in una riduzione dove oggi sorge Concepción.
Il governo di Tomás Marín de Poveda fu segnato dal piccolo focolaio della Guerra di Arauco del 1694, quando il toqui Millalpal fu incitato alla rivolta dalle attività illegali di Antonio Pedreros contro i machi dei Mapuche. Pedreros morì in seguito alle ferite riportate quando tentò di attraversare il fiume Quepe per aggredire l'esercito di Millalpal. L'esercito spagnolo del Regno del Cile che attaccò Millalpal era guidato dal maestro de campo Alonso de Cordova y Figueroa e dal Sergente maggiore Alonso Cobarrubias. Fu impossibile per Millalpal resistere, e dovette capitolare. Il governatore indisse un parlamento con i Mapuche, scoprendo che Pedreros era stata la causa del conflitto, e stipulando una pace che durò per circa 30 anni.

## XVIII secolo

### La rivolta Mapuche del 1723
Dopo 30 anni di pace la Guerra di Arauco proseguì con la
Rivolta Mapuche del 1723.
- Vilumilla
- Gabriel Cano
- Parlamento di Negrete (1726)
- Terremoto di Concepción del 1751

### Ribellione Mapuche del 1766
- Antonio de Guill y Gonzaga
- Parlamento di Nacimiento (1764)
- Curiñancu
- Rivolta Uprising del 1766
- Juan de Balmaseda y Censano Beltrán
- Lebian
- Francisco Javier de Morales y Castejón de Arrollo
- Parlamento di Negrete (1771)
- Agustín de Jáuregui
- Parlamento di Tapihue (1774)
- Ambrosio de Benavides
- Trattato di Lonquilmo (1784)

### Ribellione Huilliche del 1792
- Ambrose O'Higgins
- Parlamento di Las Canoas (1793)
- Parlamento di Negrete (1793)

### Relazioni alla fine del XVIII secolo
Nonostante i Mapuches non permettessero il libero transito degli huincas ("bianchi") nelle zone che consideravano proprie, a partire dal 1780 circa iniziarono ad accettare una limitata presenza spagnola e creola nella loro terra. Col passare del tempo i Mapuche iniziarono ad interagire sempre più spesso con la cultura ispanico-creola. Iniziarono ad assorbire la cultura occidentale grazie alle scuole per nativi, ambasciatori, fiere e parlamenti. Il parlamento di Negrete del 1803 fu l'ultimo grande parlamento del periodo coloniale del Cile, in cui entrambi i contendenti strinsero pace ed alleanze. Il commercio e l'unione tra spagnoli e Mapuche creò, insieme alla mestizzazione, una sorta di ponte tra le due culture. Questo status quo fu mantenuto per tutto il secolo successivo. Rivolte e proteste furono meno frequenti, ma tra i Mapuches rimase l'opposizione alla completa integrazione.

## Guerra cilena di indipendenza e Guerra a muerte
Durante la guerra di indipendenza del Cile molti capi Mapuche si allearono con i reali spagnoli che lottavano per ristabilire l'antico ordine coloniale. Il brigadiere Gabino Gaínza negoziò con i capi Mapuche nel parlamento di Quilín del 1814 ottenendo il loro aiuto contro i patrioti cileni.
Nel 1817 e nel 1818 i sostenitori della corona subirono numerose sconfitte, ma continuarono a resistere nel Cile centrale aiutati dai Mapuches. José de San Martín, che aveva liberato il Cile centro-settentrionale con Bernardo O'Higgins, lanciò una serie di azioni contro le bande armate sulle montagne composte da fuorilegge ed indiani che traevano vantaggio dal caos delle spedizioni militari. Questo periodo della guerra fu in seguito chiamata Guerra a muerte per le spietate tattiche, dato che né i guerriglieri né i soldati del governo facevano prigionieri. Solo dopo aver liquidato la banda di Vicente Benavides nel 1822 tornò la pace nella regione attorno a Concepcion. La pace fu completa solo il 7 gennaio 1825, durante il regno di Ramón Freire, quando si tenne il parlamento di Tapihue tra il Cile ed i Mapuche che abitavano a sud del Bio Bio. In questo parlamento venne scelto il fiume come confine tra Cile ed Regione dell'Araucanía, ponendo fine alla guerra durata 40 anni, e dichiarando la nascita della Repubblica del Cile.

## Occupazione dell'Araucanía

### Situazione
Nel 1860 il presidente cileno José Joaquín Pérez Mascayano decise di incorporare il territorio compreso tra il Bío Bío ed il Toltén (l'Araucanía). Con la proclamazione del Regno di Araucanía e Patagonia fatta da Orélie-Antoine de Tounens divenne una priorità l'incorporazione dell'Araucanía anche se Orélie Antonie non fu mai una vera minaccia.
Le autorità decisero di applicare il piano proposto dal generale Cornelio Saavedra Rodríguez che comprendeva un miscuglio di penetrazione militare e culturale con l'autorizzazione dei capi locali. Il piano prevedeva anche la fondazione di città, di strade ed altre infrastrutture pubbliche quali scuole ed ospedali.

### L'occupazione
Cornelio Saavedra avanzò in breve tempo fino al fiume Malleco, fondando la città di Angol, oltre ai forti di Mulchén e Lebu del 1862. Anche da Valdivia le truppe avanzarono con successo lungo costa fino al Toltén. Questo prima fase dell'occupazione venne svolta senza troppa resistenza, ma poco dopo il lonco Quilapán fece partire una rivolta nei pressi del fiume Malleco.
Quando la guerra del Pacifico iniziò nel 1879, molte delle truppe del sud furono spostate a nord per combattere Perù e Bolivia. Nel 1880 molte tribù Mapuche approfittarono della situazione lanciando una serie di attacchi spontanei ai forti cileni lungo la frontiera. Grazie all'esercito che tornava trionfante dalla guerra del Pacifico, il governo di Domingo Santa María mandò la campagna finale per aggregare il territorio Mapuche al Cile. Il colonnello Gregorio Urrutia fu scelto per guidare la forza.
La vecchia città spagnola di Villarrica fu rifondata, insieme alla costruzione dei nuovi forti di Carahue, Lautaro, Pillánlelbu, Temuco, Nueva Imperial e Pucón. Le tribù che abitavano vicino ai forti, e circa 10 000 Mapuche, furono uccisi nelle schermaglie con l'esercito cileno. Molti sopravvissuti fuggirono sulle montagne dove si unirono ai Pehuenche e ad altre tribù fuggite dal territorio argentino. Alcuni gruppi di indigeni furono messi nelle riduzioni e la loro terra venne data ai coloni cileni o stranieri. Alcuni storici fanno coincidere l'occupazione dell'Araucania con la fine della Guerra di Arauco, durata 300 anni.

### Conseguenze
L'Araucanía non fu totalmente pacificata in seguito all'annessione, e rimase una terra insicura nonostante gli sforzi militari. Tuttora alcuni gruppi Mapuche continuano a saccheggiare le hacienda situate sulla loro antica terra. Con la costruzione del viadotto di Malleco del 1890 la regione è diventata più accessibile, e la colonizzazione verso sud è ripresa.